# Сукоб Баја Пивљанина и капетана Вука Мишељковића
Године 1684. је Кртолски Капетан Вуко Миљешковић, јединици Млетачких (Морлака) коњаника запленио коњаничку опрему и оружје, код града Дубровника и спречио их да уђу у залив Бока. Морлаци су дошли са простора између Далмације и Истре, Драгојло Николић (Бајо Пивљанин) је чувши за то отишао да пронађе ту одузету опрему. Напао је Вука Миљешковића који га је одмах ранио, тада се на страну Баја Пивљанина придружују мештани Његуша, Стјепан Вучетин (из породице Његушког кнеза Марка Вучетина) и Вујко Мрзјак из Његуша. Док на страну Вука Миљешковића долазе браћа Раде и Јане Старчевић из Кртола. Током сукоба су и остали на страну Баја Пивљанина били посечени мачем, али не смртно. Притом нико од Кртолана није био рањен или повређен у сукобу.
Сукоб је довео до судског поступка у Котору, јер су Стјепан Вучетин и Бујко Мрзјак из Његуша покренули тужбу у Котору где су захтевали од Млетачке републике да казни Вука Миљешковића и браћу Старчевић јер су украли-отуђили Морлацима уларе и оружја, уз материјалну одштету за њима нанесене телесне повреде. Главни сведок на суду је био Бајо Пивљанин. Судски извештај из Котора са суђења које је одржано 13. јула 1684. године (пре битке на вртијељки) оставља белешку да Бајо Пивљанин као сведок себе идентификује као Баја Николића, сина покојног Николе из Пиве. Оптужени су ослобођени, чему је допринео захтев Баја Пивљанина да се ослободе кривице, иако је навео да не би волео да њему то неко уради, самим тим је одлучио да одбрани Морлаке што је довело до сукоба. По познаваоцима Српске хајдучке историје, то потврђује прејемство хајдучког суда над Млетачким. Такође се може сматрати да је утицала одлука Миљешковића да врати опрему Морлацима и вероватно углед у Боку, који су имале породице из којих су оптужени потицали јер се наводе као чланови Михољског Збора. Такође у књизи Пељешки једрењаци која се бави тематски историјом поморства Далмације, се наводи нпр. за Миљешковиће, да током раније успешне Бокељско-Шпанске војне кампање за ослобођење Боке и Далмације од Турака из 16. века. Након победе над Турцима и у Далмацији, Шпанци са капетаном Миљешковићем контролишу поморски транспорт и трговину од Дубровника до Ријеке (запис из градских архива од града Трогира, од 24. новембра 1570 године).

## Позадина сукоба
Није постојао сукоб Баја Пивљанина и Вука Миљешковића на приватним основама, чак Бајо Пивљанин тражи ослобођење Вука Миљешковића. Сукоб је изазвало питање Морлака које је Бајо Пивљанин морао да одбрани јер су били Млетачке јединице и самим тим његови савезници. А Кртолани су са осталим Бокељима, учествовали у ослобођењу Црне Горе, што води на две могућности позадине сукоба због Морлака:
- Кртолани су били у лошем односу са Морлацима, јер су Кртоли у свом делу територије општине обухвалатали и Кртолски архипелаг, као и део задужбинске метохије коју су Морлаци покушавали раније да запоседну са осталом земљом коју су преузели. Самим тим их Срби нису иначе хтели пустит наоружане у залив јер су раније други Морлаци римокатоличке Хришћанске традиције, као најамнички пирати Млетачке републике током боравка у Котор направили договор са тадашњим Провидуром. И половином 15. века су отровали монахе Српске православне цркве (Свети Превлачки мученици) Митрополије Зетско-Дукљанске и спалили зграду манастира Св.Архангела Михаила и Гаврила са зградом Митрополије. Млетачки провидур је имао изговор за уништење Српског верског комплекса, назначено са циљем спречавања ширења епидемије куге на остатак Боке, јер је по наводима Провидура куга заразила манастирску братију. Након чега су Морлаци, топовском паљбом са бродова срушили Манастир и катастарски преписали на себе део метохије а део дали которанину који је отровао монахе, са циљем досељавања Морлака као што је то било пример у деловима Далмације. Што им није прошло за руком и након неколико стотина година Срби су поново откупили делове метохије током 19. века, док се Манастир тек после пада комунизма почео обнављат. Такође је накнадним анализама 1990-их година утврђено да мошти монаха у себи носе отров Арсен, што је доказало да су монаси отровани као по предању Бокеља и хроникама Српске православне цркве.
- Други мотив је вероватно чињеница да се организовано спремао поход Млетачке републике и Срба из Боке за ослобођење Срба који су били под Османлијама у Црногорски Вијалет. Свако претерано наоружавање и појава неких трупа би изазвало јачу одбрамбену организованост Османске војске, јер се ипак ради о пограничном делу где је постојала обавештајна мрежа Сулејмана Бушатлије који је покушавао да поврати Боку под Османску власт. Чак је безуспешно наком победе у бици на Бртијељки, напао Будву 1689 године, али је није успео освојит. По Васијилу Петровићу, Сулејман паша Бушатлија је након стационирања Морлака у Боку, после овог сукоба и пре битке на Вртијељки послао опомену Митрополиту Руфиму Бољевићу и становницима Црногорског вијалета да ће их казнити ако буду сарађивали са Бокељима, Млецима или хајдуцима. Суштински стационирање Морлака у Боку је изазвало мобилизацију трупа у Скадарски Санџак и Сулејманов изненадни напад који је довео до пораза у Бици на Вртијељку, што због веће концентрације Турака и раније мобилизације Срба, што због повлачења савезничких Морлака у току саме битке.[3][4]

По белешкама Василија Петровића поред јасног наглашења да Османлије знају да Бокељи спремају напад, па и зато први крећу у напад и изненађују Србе. Такође се наводи да Пипери и Кучи стају на страну Сулејмана Бушатлије у бици на Вртијељки. Такође Млетачка република извештава да су Морлаци издали Србе у истој бици где је Бајо Пивљанин страдао а Турци прогласили велику победу, која је чак ишла дотле да су већи број глава Српских бораца однели у Истанбул и окачили на главни трг, што су посведочили Дубровачки трговци који су се тада нашли у Истанбул . Тек у бици на Цетиње 1692. године, Бокељи (Грбљани или Кртолани) убијају Сулејмана пашу Бушатлију и Црна Гора добија мировни споразум са Османлијама у коме се гарантују права становника и Српске православне цркве унутар санџака